# Eilidh Gibson
Eilidh Gibson (Mánchester, 4 de octubre de 1995) es una deportista británica que compite en piragüismo en la modalidad de eslalon.
Ganó dos medallas en el Campeonato Mundial de Piragüismo en Eslalon, en los años 2014 y 2017, y cuatro medallas en el Campeonato Europeo de Piragüismo en Eslalon entre los años 2014 y 2017.

## Palmarés internacional
| Campeonato Mundial | Campeonato Mundial             | Campeonato Mundial | Campeonato Mundial |
| Año                | Lugar                          | Medalla            | Competición        |
| ------------------ | ------------------------------ | ------------------ | ------------------ |
| 2014               | Deep Creek (Estados Unidos)    | Medalla de plata   | C1 por equipos     |
| 2017               | Pau (Francia)                  | Medalla de oro     | C1 por equipos     |
| Campeonato Europeo |                                |                    |                    |
| Año                | Lugar                          | Medalla            | Competición        |
| 2014               | Viena (Austria)                | Medalla de oro     | C1 por equipos     |
| 2015               | Markkleeberg (Alemania)        | Medalla de bronce  | C1 por equipos     |
| 2016               | Liptovský Mikuláš (Eslovaquia) | Medalla de oro     | C1 por equipos     |
| 2017               | Tacen (Eslovenia)              | Medalla de oro     | C1 por equipos     |